# À la française (pièce de théâtre)
Pour l’article homonyme, voir À la française.
À la française est une pièce de théâtre française écrite et mise en scène par Édouard Baer en 2012. Elle est jouée au Théâtre Marigny à Paris du 21 septembre 2012 au 9 février 2013.

## Résumé
Édouard Baer est sollicité par le Ministère des Affaires étrangères pour organiser la soirée d’ouverture du G20 à Paris. La veille de la soirée, Édouard n'a toujours rien préparé.

## Fiche technique
- Titre : À la française
- Auteur et mise en scène : Édouard Baer
- Musique et chansons : Julien Baer
- Durée : 120 minutes

## Distribution en alternance
- Édouard Baer : lui-même
- Lionel Abelanski : le délégué du Ministre
- Leila Bekhti : Sofia
- Alka Balbir : Marianne
- Vincent Lacoste : Jean-Pierre, le stagiaire
- Guilaine Londez : Suzanne
- Christophe Meynet : Chris
- Patrick Boshart : Pat
- Atmen Kelif : Arouel
- Léa Drucker
- Jean-Michel Lahmi
- Jean-Philippe Heurteaut : le pianiste
- Jean Rochefort : le ministre des affaires étrangères (dans la version télévisée)

## Représentation télévisée
La pièce a été retransmise en direct sur France 2 le 19 janvier 2013, devant 1 601 000 téléspectateurs (soit 6,6 % de part de marché) .